# Ngày Cộng hòa (Ấn Độ)
Ngày Cộng hòa vinh danh ngày Hiến pháp Ấn Độ có hiệu lực vào ngày 26 tháng 1 năm 1950 thay thế Đạo luật Chính phủ (năm 1935) là văn kiện chính trị của Ấn Độ.
Hiến pháp đã được Quốc hội lập hiến Ấn Độ thông qua vào ngày 26 tháng 11 năm 1949 và có hiệu lực vào ngày 26 tháng 1 năm 1950 với một hệ thống chính phủ dân chủ, hoàn thành quá trình chuyển đổi đất nước trở thành một nước cộng hòa độc lập. Ngày 26 tháng 1 được chọn là ngày Cộng hòa vì vào ngày này năm 1929, Tuyên ngôn Độc lập của Ấn Độ (Purna Swaraj) được công bố bởi Đảng Quốc Đại Ấn Độ chống lại tình trạng Dominion của Raj thuộc Anh.

## Lịch sử của Ngày Cộng hòa
Ấn Độ giành được độc lập từ chính quyền British Raj vào ngày 15 tháng 8 năm 1947 sau phong trào độc lập của Ấn Độ. Sự độc lập đã thông qua bởi Đạo luật Độc lập Ấn Độ 1947, một đạo luật của Quốc hội Vương quốc Liên hiệp Anh và Bắc Ireland, đồng thời phân vùng Ấn Độ thuộc Anh thành hai lãnh thổ độc lập mới thuộc Khối Thịnh vượng chung Anh. Ấn Độ giành được độc lập vào ngày 15 tháng 8 năm 1947 với tư cách là một nước theo chế độ quân chủ lập hiến với George VI là nguyên thủ quốc gia và Bá tước Mountbatten như thống đốc. Đất nước, mặc dù chưa có hiến pháp vĩnh viễn; thay vào đó, luật pháp dựa trên Đạo luật Chính phủ Ấn Độ thuộc địa sửa đổi năm 1935. Vào ngày 29 tháng 8 năm 1947, một nghị quyết đã bổ nhiệm một Ủy ban soạn thảo, Ủy ban soạn thảo được chỉ định để soạn thảo hiến pháp vĩnh viễn, do Tiến sĩ B R Ambedkar làm chủ tịch. Trong khi Ngày Độc lập của Ấn Độ kỷ niệm việc tự do thoát khỏi sự cai trị của thực dân Anh, Ngày Cộng hòa kỷ niệm ngày có hiệu lực của hiến pháp. Một bản dự thảo hiến pháp đã được ủy ban chuẩn bị và đệ trình lên Quốc hội lập hiến vào ngày 4 tháng 11 năm 1947. Hội nghị đã họp trong các phiên mở cửa cho công chúng, diễn ra trong 166 ngày, trải đều trong khoảng thời gian hai năm, 11 tháng và 18 ngày trước khi thông qua Hiến pháp. Sau nhiều lần cân nhắc và sửa đổi, 308 thành viên của Quốc hội đã ký hai bản sao viết tay của tài liệu (một bản bằng tiếng Hindi và một bản bằng tiếng Anh) vào ngày 24 tháng 1 năm 1950. Hai ngày sau đó là vào ngày 26 tháng 1 năm 1950, nó có hiệu lực trên cả nước. Vào ngày đó bắt đầu nhiệm kỳ đầu tiên của Tiến sĩ Rajendra Prasad là Chủ tịch Liên minh Ấn Độ. Quốc hội lập hiến trở thành Nghị viện Ấn Độ theo các điều khoản chuyển tiếp của Hiến pháp mới. Ngày này được tổ chức ở Ấn Độ là Ngày Cộng hòa.

## Kỷ niệm

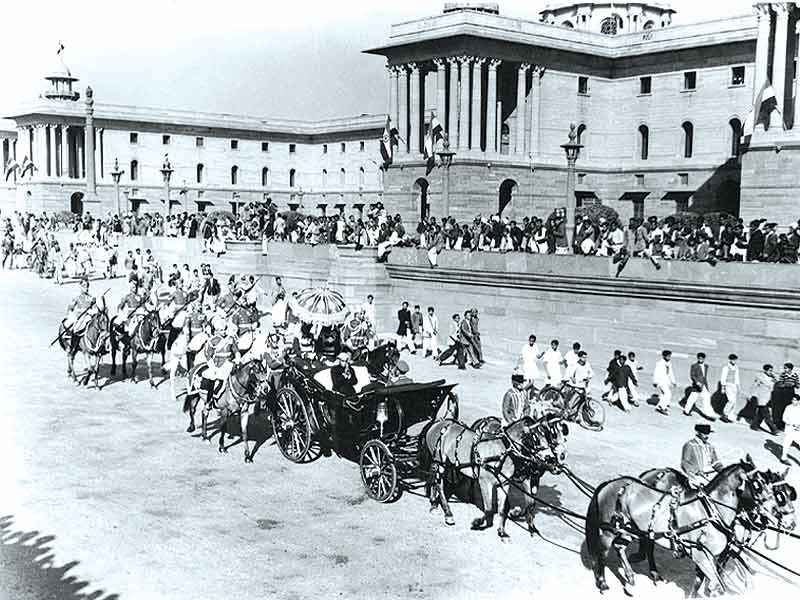
Tổng thống Rajendra Prasad (trong cỗ xe ngựa) đã sẵn sàng tham gia cuộc diễu hành Ngày Cộng hòa đầu tiên ở Rajpath, New Delhi, năm 1950.

Lễ kỷ niệm Ngày Cộng hòa chính được tổ chức ở thủ đô quốc gia New Delhi, tại Rajpath, diễn trước Tổng thống Ấn Độ. Vào ngày này, các cuộc diễu hành nghi lễ diễn ra tại Rajpath được thực hiện như một sự tưởng nhớ đến Ấn Độ; sự thống nhất của nó trong sự đa dạng và di sản văn hóa phong phú.

### Cuộc diễu hành Ngày Cộng hòa Delhi
Cuộc diễu hành Ngày Cộng hòa Delhi được tổ chức tại thủ đô New Delhi do Bộ Quốc phòng tổ chức. Bắt đầu từ cổng của Rashtrapati Bhavan (nơi ở của Tổng thống), Raisina Hill trên Rajpath qua Cổng Ấn Độ, sự kiện này là điểm thu hút chính của Lễ kỷ niệm Ngày Cộng hòa của Ấn Độ kéo dài ba ngày. Cuộc diễu hành giới thiệu Khả năng phòng thủ, di sản văn hóa và xã hội của Ấn Độ.
Chín đến mười hai trung đoàn khác nhau của Quân đội Ấn Độ ngoài Hải quân và Không quân với các ban nhạc của họ diễu hành cùng các phương tiện của họ. Tổng thống Ấn Độ là người chỉ huy tối cao của lực lượng vũ trang Ấn Độ, giơ tay chào. Mười hai đơn vị quân đội duyệt binh theo các kiểu khác nhau, lực lượng cảnh sát cũng tham gia vào cuộc diễu hành này.

### Beating Retreat
Lễ Beating Retreat (Hồi trống kết thúc) diễn ra chính thức bế mạc lễ hội Ngày Cộng hòa. Nó được tiến hành vào tối ngày 29 tháng 1, ngày thứ ba và là ngày cuối của Ngày Cộng hòa. Nó được thực hiện bởi các ban nhạc của ba nhánh quân đội, Lục quân Ấn Độ, Hải quân Ấn Độ và Không quân Ấn Độ. Địa điểm là Raisina Hill và một quảng trường liền kề, Vijay Chowk, nằm cạnh cổng khóa Bắc và Nam của Rashtrapati Bhavan (điện của Tổng thống) cho đến cuối Rajpath.
Vị khách chính của lễ là Tổng thống Ấn Độ, người được hộ tống bởi (PBG), một đơn vị kỵ binh. Khi Tổng thống đến, chỉ huy PBG yêu cầu đơn vị đưa ra Lời chào quốc gia, tiếp theo là Quốc ca Ấn Độ, Jana Gana Mana của Quân đội. Quân đội phát triển nghi thức trình diễn bởi các ban nhạc đông đảo, trong đó Ban nhạc Quân đội, Ban nhạc còi và trống, Người chơi Bugle và Người thổi kèn từ nhiều Trung đoàn Lục quân bên cạnh các ban nhạc của Hải quân và Không quân tham gia chơi các giai điệu phổ biến như Abide With Me, thánh ca Mahatma Gandhi và Saare Jahan Se Achcha trình diễn cuối lễ.

### Trao giải thưởng
Vào đêm trước ngày Cộng hòa, Tổng thống Ấn Độ trao Giải thưởng Padma cho thường dân Ấn Độ hàng năm. Đây là những giải thưởng dân sự cao thứ hai ở Ấn Độ sau Bharat Ratna. Những giải thưởng được trao gồm ba loại, viz. Padma Vibhushan, Padma Bhushan và Padma Shri, theo thứ tự quan trọng giảm dần.
- Padma Vibhushan cho "dịch vụ nổi bật và xuất chúng". Padma Vibhushan là giải thưởng dân sự cao thứ hai ở Ấn Độ.
- Padma Bhushan cho "dịch vụ đặc biệt cho phục vụ cao cấp". Padma Bhushan là giải thưởng dân sự cao thứ ba ở Ấn Độ.
- Padma Shri cho "dịch vụ đặc biệt". Padma Shri là giải thưởng dân sự cao thứ tư ở Ấn Độ.

Mặc dù là danh hiệu quốc gia, giải thưởng Padma không bao gồm các khoản phụ cấp tiền mặt, lợi ích hoặc nhượng bộ đặc biệt trong du lịch đường sắt / hàng không. Theo phán quyết tháng 12 năm 1995 của Tòa án Tối cao Ấn Độ, không có danh hiệu hay vinh danh nào được liên kết với Bharat Ratna hoặc bất kỳ giải thưởng Padma nào; Những người được vinh danh không thể sử dụng chúng hoặc tên viết tắt của họ làm hậu tố, tiền tố hoặc tiền đề cử và hậu đề cử gắn liền với tên của người nhận giải. Điều này bao gồm bất kỳ việc sử dụng nào trên tiêu đề thư, thiệp mời, áp phích, sách,v.v. Trong trường hợp sử dụng sai, người nhận giải thưởng sẽ bị mất giải thưởng, và người đó sẽ bị cảnh báo chống lại họ nếu dính bất kỳ hành vi lạm dụng nào khi nhận được vinh dự.
Trang trí bao gồm một sanad (Giấy chứng nhận) được trao từ tay và có con dấu của Tổng thống cùng một Huy chương. Những người nhận cũng được cung cấp một bản sao của huy chương, họ có thể mặc trong bất kỳ chức năng nghi lễ / Nhà nước, v.v., nếu họ muốn. Một cuốn sách nhỏ kỷ niệm đưa ra chi tiết ngắn gọn về mỗi người chiến thắng giải thưởng cũng được phát hành vào ngày lễ nhậm chức.

## Ảnh

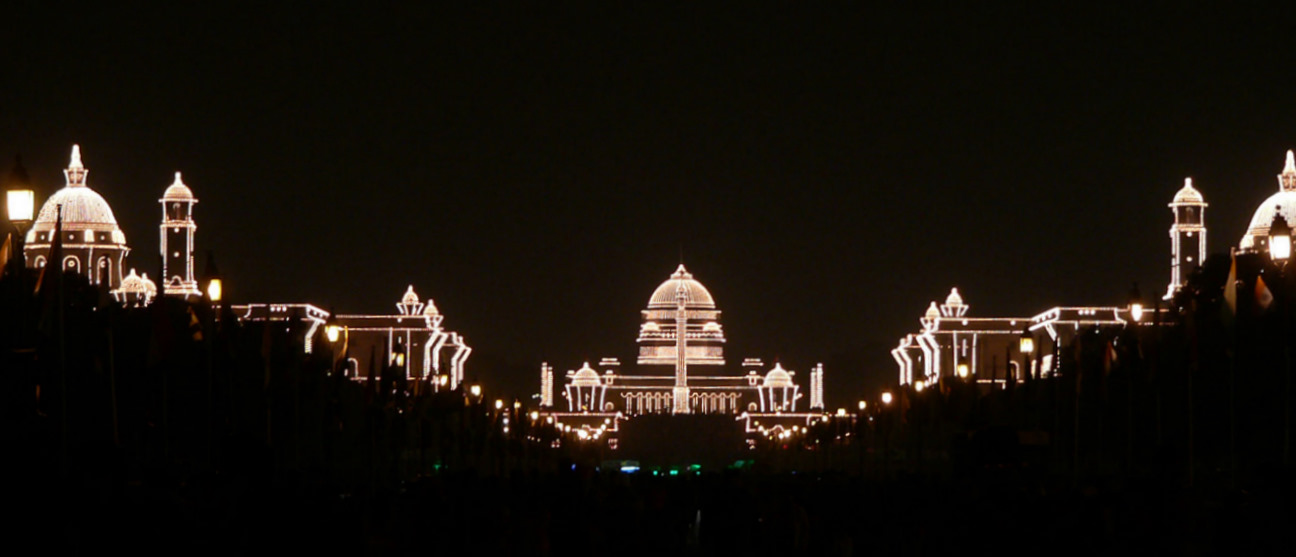
Các tòa nhà trên đồi Raisina bao gồm Rashtrapati Bhavan, sáng lên trong Ngày Cộng hòa 2008.
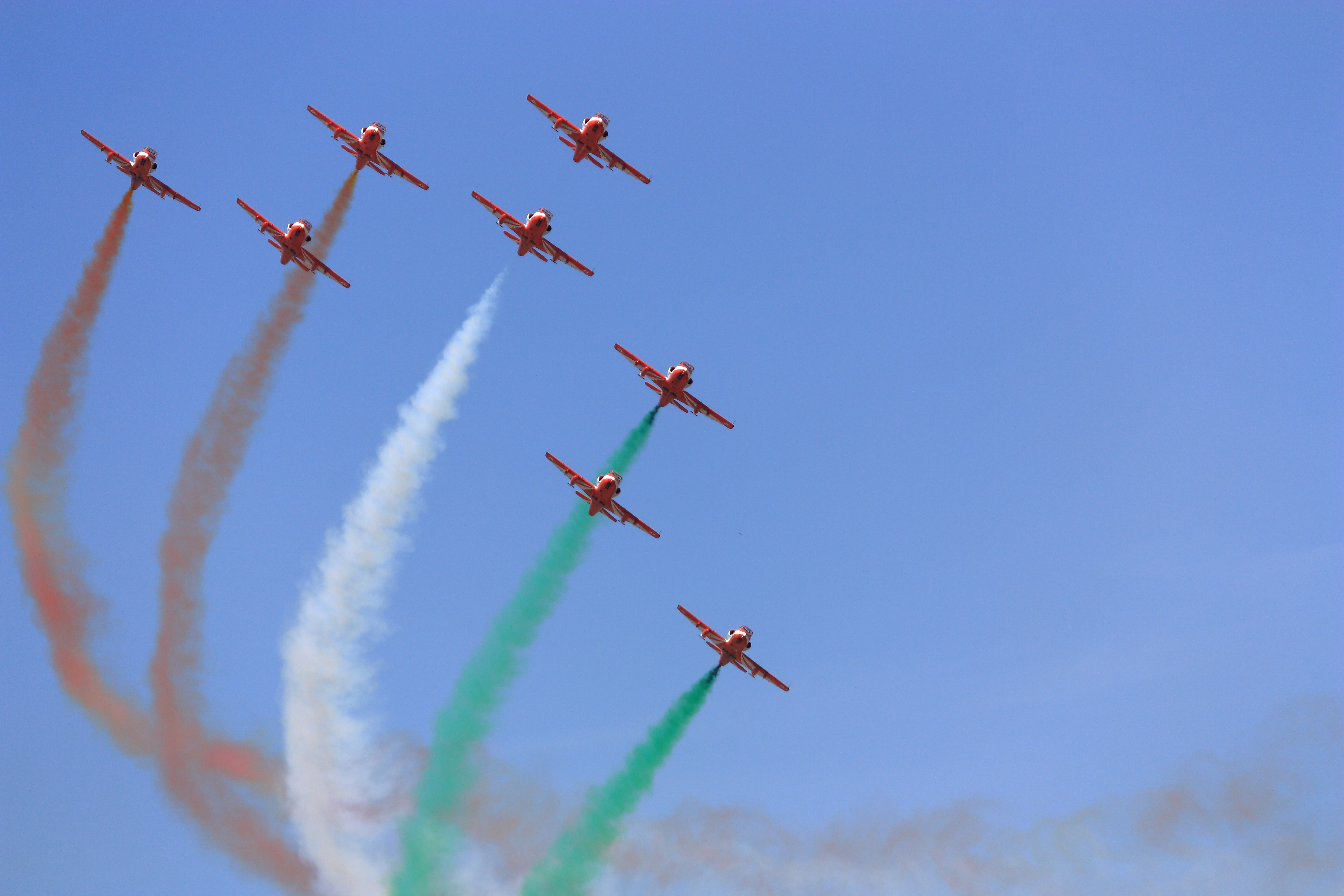
Đội bay Surya Kiran với khói ba màu.
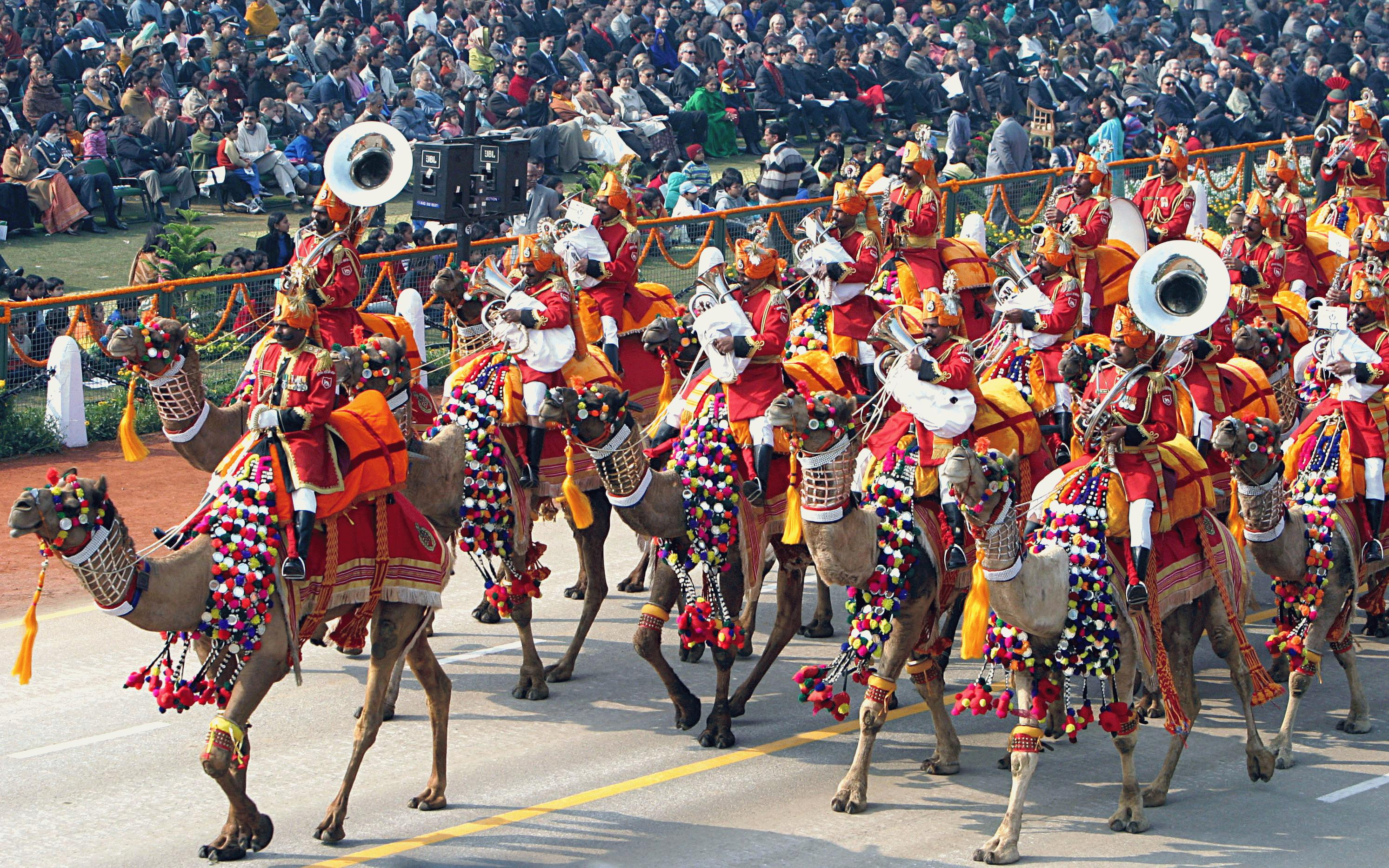
Nhân viên lực lượng an ninh biên giới nhân ngày Cộng hòa.

## Trưởng đoàn diễu hành Ngày Cộng hòa

Các quốc gia được mời làm khách mời chính cho cuộc diễu hành Ngày Cộng hòa. Nam Tư trước đây (hai lần được mời) đã không được mô tả trong bản đồ..
5 lần (Pháp, Anh)
4 lần (Bhutan, Nga / Liên Xô)
Ba lần (Brazil, Indonesia, Mauritius)
Hai lần (Nhật Bản, Nepal, Nigeria, Pakistan, Philippines, Singapore, Nam Phi, Sri Lanka, Thái Lan, Việt Nam)
Một lần
Không mời

Kể từ năm 1950, Ấn Độ đã tổ chức người đứng đầu nhà nước hoặc chính phủ của một quốc gia khác với tư cách là khách mời danh dự cấp nhà nước trong lễ kỷ niệm Ngày Cộng hòa ở New Delhi. Trong năm 1950-1954, lễ kỷ niệm Ngày Cộng hòa được tổ chức tại các địa điểm khác nhau (như Sân vận động Irwin, Kingsway, Pháo đài Đỏ và Sân Ramlila). Chỉ bắt đầu từ năm 1955 thì diễu hành như hiện tại được tổ chức tại Rajpath. Quốc gia khách được chọn sau khi cân nhắc lợi ích chiến lược, kinh tế và chính trị. Trong những năm 1950, thập niên 1970, một số quốc gia Phong trào không liên kết và Khối phía Đông được Ấn Độ mời tham dự. Vào năm 1968 và 1974, Ấn Độ đóng vai trò chủ nhà cho hai quốc gia trong cùng một Ngày Cộng hòa.
Theo khu vực, lời mời tham dự như sau:
| Khu vực                  | Lời mời | Quốc gia |
| ------------------------ | ------- | --- |
| Nam và Trung Á           | 14      | Afghanistan, Bhutan (4 lần), Kazakhstan, Maldives, Myanmar, Nepal (2 lần), Pakistan (2 lần), Sri Lanka (2 lần)                                                                     |
| Đông và Đông Nam Á       | 19      | Brunei, Campuchia (hai lần), Trung Quốc, Indonesia (ba lần), Nhật Bản (hai lần), Lào, Malaysia, Philippines, Singapore (hai lần), Hàn Quốc, Thái Lan (hai lần), Việt Nam (hai lần) |
| Tây Á và Sahara Châu Phi | 4       | Algeria, Iran, Ả Rập Xê Út, UAE |
| Tây Phi                  | 2       | Nigeria (hai lần) |
| Trung và Nam Phi         | 3       | Cộng hòa Dân chủ Congo, Nam Phi (hai lần) |
| Đông Phi                 | 5       | Mauritius (ba lần), Tanzania, Zambia |
| Đông Âu                  | 8       | Bulgaria, Ba Lan, Nam Tư (hai lần), Liên Xô / Nga (4 lần) |
| Tây Âu và Bắc Mỹ         | 17      | Bỉ, Đan Mạch, Pháp (5 lần), Hy Lạp, Ireland, Bồ Đào Nha, Tây Ban Nha, Vương quốc Anh (5 lần), Hoa Kỳ (một lần)                                                                     |
| Mỹ Latinh và Caribê      | 2       | Mexico, Trinidad and Tobago |
| Nam Mỹ                   | 5       | Argentina, Brazil (ba lần), Peru |
| Châu Đại Dương           | 1       | Australia |